# Plac Wolności w Świnoujściu
Plac Wolności – centralny plac miejski w Świnoujściu, zlokalizowany w śródmieściu, pełniący funkcje reprezentacyjne i rekreacyjne. W przeszłości miał charakter tradycyjnego placu miejskiego z dominantą handlowo-komunikacyjną, obecnie stanowi nowoczesną przestrzeń publiczną zaprojektowaną według zasad współczesnej urbanistyki.

## Historia
Plac powstał w drugiej połowie XIX wieku, w okresie szybkiego rozwoju Świnoujścia jako kurortu i portu. W okresie pruskim i w czasach niemieckich nosił nazwę Wilhelmsplatz na cześć cesarza Wilhelma I. Otoczony był budynkami mieszkalnymi i handlowymi, a w jego centralnej części znajdował się pomnik cesarza w formie konnej statuy, usunięty po 1945 roku.
Po II wojnie światowej plac nazwano Placem Wolności. W czasach Polski Ludowej pełnił funkcje reprezentacyjne i handlowe – odbywały się tu m.in. pochody pierwszomajowe i inne uroczystości państwowe. Wokół placu działały sklepy, kawiarnie i bary mleczne.

## Wygląd przed przebudową w XXI wieku
Do początku XXI wieku plac miał charakter typowo śródmiejskiego węzła komunikacyjnego i handlowego. Jego nawierzchnia była częściowo asfaltowa, z wydzielonymi miejscami parkingowymi i jezdnią przebiegającą przez środek. Otoczony był przez szereg sklepów i punktów usługowych w parterach przedwojennych i powojennych kamienic. Na placu znajdowały się ławki, kioski i zieleń niskiego piętra, a jego wygląd był stopniowo degradowany z powodu braku większych inwestycji remontowych.

## Przebudowa i współczesny wygląd
W latach 2012–2013 w ramach szerszego projektu modernizacji układu komunikacyjnego śródmieścia Świnoujścia, mającego na celu poprawę przepustowości oraz funkcjonalności przestrzeni miejskiej wobec rosnącego natężenia ruchu drogowego, przeprowadzono gruntowną przebudowę Placu Wolności. Inwestycja objęła całkowitą rewitalizację centralnej części placu według projektu pracowni „Płaskowicki + Partnerzy Architekci” i była współfinansowana ze środków Unii Europejskiej w ramach Regionalnego Programu Operacyjnego Województwa Zachodniopomorskiego oraz programu rewitalizacji centrów miast.
Plac zyskał charakter przestrzeni pieszej – wyłączono z niego ruch kołowy i miejsca parkingowe, ułożono nową nawierzchnię z płyt granitowych oraz zamontowano elementy małej architektury. Centralnym punktem została podświetlana fontanna z dyszami zintegrowanymi z nawierzchnią, otoczona ławkami i stylizowanymi latarniami. Wprowadzono również zieleń w postaci nowych nasadzeń drzew i rabat kwiatowych.
Po zakończeniu przebudowy miejsce to przekształciło się w reprezentacyjny punkt miasta – wokół placu funkcjonują kawiarnie i restauracje z ogródkami letnimi. Obszar ten stał się popularnym miejscem spotkań mieszkańców i turystów oraz przestrzenią organizacji wydarzeń plenerowych, takich jak jarmarki, imprezy miejskie, Święto Flagi czy Wigilia Miejska.

## Otoczenie
Plac Wolności otaczają zabytkowe i współczesne kamienice mieszkalno-usługowe. W pobliżu znajdują się m.in.:
- poczta główna
- główna siedziba Miejska Biblioteka Publiczna w Świnoujściu
- deptak przy ul. Bohaterów Września

## Nagrody
- 2013: Plac Wolności otrzymał jedno z trzech równorzędnych wyróżnień w konkursie „Najlepsza przestrzeń publiczna województwa zachodniopomorskiego”. Doceniono udane przywrócenie funkcji miejskiego placu jako przestrzeni integracji, rekreacji i wypoczynku. Komisja konkursowa doceniła plac jako udany przykład zagospodarowania centralnej przestrzeni miejskiej, który przywraca tradycyjną funkcję placu jako miejsca integracji społecznej i wypoczynku. Zwrócono uwagę na stworzenie atrakcyjnej przestrzeni rekreacyjnej z fontanną, strumykiem, ławkami, nową zielenią i elementami małej architektury[8].